# Pseudostomella cataphracta
Pseudostomella cataphracta är en djurart som tillhör fylumet bukhårsdjur, och som beskrevs av Joseph Ruppert 1970. Pseudostomella cataphracta ingår i släktet Pseudostomella och familjen Thaumastodermatidae. Inga underarter finns listade i Catalogue of Life.